# Gul Mohammed
Gul Mohammed (15 de febrero de 1957 - 1 de octubre de 1997), nacido en Nueva Delhi, India, según el Libro Guinness de los Récords, fue el ser humano adulto más bajo del mundo, cuya existencia y la altura ha sido verificada independientemente, hasta el descubrimiento en 2012 de Chandra Bahadur Dangi.
Su hermano gemelo Zahoor murió a los cuatro años. Debido a las burlas de los otros niños, tuvo que dejar la escuela y dedicarse a la venta ambulante. A pesar de salir en numerosos programas de televisión, vivía prácticamente en la miseria, siendo muy conocido en los suburbios de Nueva Delhi, donde se encontraba a gusto entre los mendigos y eunucos (hijras), a los que consideraba su única familia, pues no se reían de él. Durante toda su vida temió a perros, gatos, cuervos y niños. Estos últimos, además de burlarse continuamente, le robaban las mercancías.
El 19 de julio de 1990, fue examinado por el Hospital Ram Manohar Lohia de Nueva Delhi, y medía 0,57 m (1′ 10″) (1 pie y 10,5 pulgadas) de altura y pesaba 17 kg (37 lb) (37,5 libras). Murió el 1 de octubre de 1997, por causa de complicaciones respiratorias y después de una larga lucha contra el asma y la bronquitis, adquiridos por ser un fumador empedernido.